# Gusdanaspa
Gusdanaspa ou Aspade Gusnaspe (em persa: اسپد گشنسپ; romaniz.: Aspad Gušnasp) foi um comandante iraniano (azarapates) da guarda real sassânida, que desempenhou papel fundamental na derrubada do último grande xainxá Cosroes II (r. 590–628) do Império Sassânida e a entronização do filho dele, Siroes.

## Nome
Gusnaspe (Gušnasp) é um nome persa médio formado por gušn (do iraniano antigo *vṛšna-), "macho", e asp, "cavalo". Nesse sentido, significa "aquele com cavalos". Foi registrado em armênio como Vesnaspe (Վշնասպ, Všnasp).

## Vida
Gusdanaspa era natural de Gor, uma cidade no distrito de Ardaxir-Cuarrá, na província de Pérsis. Teria sido um irmão adotivo de Siroes. Existem várias versões de seu nome e título em várias fontes; seu nome é dado como Asfade Jusnas por Tabari, e era o "chefe de uma divisão do exército"; seu nome é dado como Astade Cusnaxe por Ali ibne Alatir; Iasdã Jusnas por Dinavari, que afirma ter sido "chefe dos secretários"; Asfade Jusnas por Balami, que o chama de um dos metarã-e dabirã ("secretários-chefes"); Asfade Gusnasbe por Ataalibi; Gusdanaspa em fontes bizantinas, onde é frequentemente descrito como o líder ou azarapates do exército sassânida, o que parece mais provável. O que Gusdanaspa era chamado em sua época era Aspād-gušnasp, um nome persa médio. As origens do nome são obscuras, mas provavelmente não é derivado do aspade parta ("exército").
O cargo de azarapates foi dado a homens de confiança, por ser o líder da guarda real que protegia o xá e controlava a entrada do palácio. Isso provou ser benéfico para o plano de Siroes de derrubar seu pai. Na noite de 25 de fevereiro, a vigília noturna da capital sassânida de Ctesifonte, que geralmente gritava o nome do xá reinante, gritou o nome de Siroes, o que indicava que um golpe de Estado estava ocorrendo. Siroes, com Gusdanaspa liderando seu exército, capturou Ctesifonte e aprisionou Cosroes II na casa de um certo Mer-Sepande (também escrito Maraspande). Siroes, que agora havia assumido o nome dinástico de Cavades II, então ordenou que Gusdanaspa fizesse acusações contra o xá deposto. Cosroes, no entanto, rejeitou todas ela, uma a uma. Gusdanaspa também foi mais tarde o principal negociador dos termos de paz com o imperador bizantino Heráclio (r. 610–641). Alguns meses depois, uma praga devastadora varreu as províncias ocidentais sassânidas, matando metade de sua população, incluindo Cavades. Foi sucedido por seu filho de oito anos, Artaxer III, enquanto Gusdanaspa foi substituído pelo poderoso aristocrata Perozes Cosroes como azarapates. O destino de Gusdanaspa depois disso é desconhecido.